# Noureddin Bongo Valentin
Pour les articles homonymes, voir Bongo (homonymie).
Noureddin Bongo Valentin, né le 9 mars 1992, est un haut fonctionnaire franco-gabonais. Fils du président de la République gabonaise, Ali Bongo et de Sylvia Bongo Ondimba, il occupait le poste de coordinateur des Affaires présidentielles, du 5 décembre 2019 au 13 septembre 2021.

## Biographie

### Enfance, formations et débuts
Formé dans les prestigieux établissements de Summer Fields et d’Eton College au Royaume-Uni, Noureddin Bongo Valentin étudie les sciences politiques et les relations internationales à la School of Oriental and African Studies (SOAS) au sein de l’université de Londres.
Diplômé, il poursuit ses études à la London Business School où il se perfectionne en stratégie et analyse financières, ainsi qu’en comptabilité.

### Carrière
En 2014, après avoir achevé son parcours universitaire, Noureddin Bongo Valentin commence sa carrière au sein d’Olam International à Libreville, dont il deviendra le directeur général adjoint. Olam International est un groupe agroalimentaire singapourien qui a investi 2 milliards d'euros au Gabon entre 2010 et 2019. Il se spécialise alors dans l’agro-industrie et supervise notamment le développement des plantations d’huile de palme, devenues un important pourvoyeur d’emplois.
Parallèlement à ses fonctions au sein d’Olam, Noureddin Bongo Valentin s’implique dans l’expansion de la Gabon Special Economic Zone (GSEZ), rouage essentiel de l'économie gabonaise, à travers des projets pionniers basés sur la transformation locale des matières premières afin de créer davantage de valeur ajoutée.  C’est le cas notamment dans la filière bois avec le développement d’une activité de production de placage, de contreplaqué et de fabrication de meubles, à l’origine de la création de milliers d’emplois.
En 2017, le nouveau port en eau profonde d’Owendo est livré, un projet dans lequel Noureddin Bongo Valentin s’est fortement impliqué.
Noureddin Bongo Valentin est le propriétaire d'une chaîne de restauration au Gabon : Mayena Foods.
En 2019, il rejoint l'administration présidentielle. Son père lui assigne comme mission de surveiller Brice Laccruche Alihanga, son propre directeur de cabinet. L'opération anti-corruption Scorpion, menée début décembre 2019, entraîne la chute puis l'arrestation de Brice Laccruche. Noureddin Bongo Valentin est soupçonné être à l'origine de cette opération.
Lors du conseil des ministres du 5 décembre 2019, Noureddin Bongo Valentin est nommé aux fonctions de coordinateur général des affaires présidentielles au sein de la présidence de la République gabonaise. Ce poste, créé pour l'occasion, est décrit comme « un super-directeur de cabinet » et « numéro deux du régime ». Cette nomination est vue comme une étape supplémentaire dans la désignation de Noureddin Bongo Valentin comme successeur de son père.
En mars 2020, il est élu au bureau politique du Parti démocratique gabonais.
En juin 2020, sur instruction d'Ali Bongo Ondimba, Noureddin Bongo Valentin pilote une task force sur la dette intérieure du Gabon afin d'annuler deux tiers de cette dernière, soit plus de 623 milliards de francs CFA sur 1 030 milliards audités. À partir du 18 janvier 2021, il coordonne, en collaboration avec la Première ministre Rose Christiane Ossouka, le plan triennal 2021-2023 du Gabon nommé Plan d'Accélération de la Transformation (PAT). Ce plan dispose de 20 projets prioritaires ayant pour but de diversifier l'économie gabonaise afin de réduire le poids du secteur pétrolier dans le PIB du pays, assurer une meilleure indépendance alimentaire en produisant plus de 50 % des consommations localement et réduire le taux de pauvreté dans le pays de 10 points.
Le 10 septembre 2021, Noureddin Bongo est nommé conseiller stratégique d'Ali Bongo au sein du Parti démocratique gabonais,. Le 13 septembre, il est « renvoyé à son administration d'origine » et le poste de coordinateur général des Affaires présidentielles devient vacant,,. Il est peu après choisi par son père pour diriger sa campagne en vue de l'élection présidentielle prévue en 2023.

### Affaires judiciaires
Il est accusé devant la justice gabonaise d'enrichissement illicite. La plainte est classée sans suite,,. Le 6 septembre 2021, Noureddin Bongo obtient un passeport diplomatique.
Lors du coup d'État d'août 2023, il est arrêté pour haute trahison, corruption, détournement de fonds publics, faux et usage de faux, trafic de stupéfiant et falsification de la signature du président Ali Bongo Ondimba,,. 
Il est ensuite incarcéré dans la prison centrale « Sans Famille » à Libreville. Ses avocats dénoncent alors non seulement des conditions de détention sévères, incluant l’isolement et l’absence de soins médicaux, mais aussi des actes de torture. Ces conditions et traitements sont critiqués par plusieurs organisations de défense des droits de l’homme, telles qu’Amnesty International, qui appellent à un traitement conforme aux standards internationaux et à un procès équitable.
Le 9 janvier 2025, la justice française désigne un magistrat du pôle crimes contre l’humanité pour enquêter sur les actes de torture qu’auraient subis Noureddin Bongo et Sylvia Bongo lors de leur détention.
L'Union africaine demande la libération d'Ali, Sylvia et Noureddin Bongo en avril 2025. En mai 2025, Noureddin Bongo Valentin est libéré pour « raisons humanitaires » mais reste assigné à résidence dans une résidence familiale à Libreville avec sa mère et son père. L'assignation à résidence d'Ali Bongo, de sa femme et de Noureddin est levée peu après et ils rejoignent Luanda, la capitale angolaise. Noureddin Bongo et sa mère sont toujours poursuivis par la justice gabonaise.